# LRAC F1
LRAC F1 (сокр. фр. Lance-Roquettes AntiChar de 89 mm modèle F1, буквально «89-мм противотанковый гранатомёт модели F1») — французский ручной противотанковый гранатомёт, разработанный в 1969 году и предназначенный для поражения бронированных целей.

## Описание
Гранатомёт состоит из ствола с контейнером и реактивной гранаты. Ствол изготовлен из стекловолокна, имеет пистолетную рукоятку с электромагнитным стреляющим механизмом, спусковой крючок, предохранитель, плечевой упор и сошку. Гранатомёт имеет 3-кратный оптический прицел, а также механический откидной.
Огонь ведётся кумулятивными гранатами.

## Страны-эксплуатанты
- ЦАР — некоторое количество по состоянию на 2018 год[2]
- Бенин
- Буркина Фасо
- Камерун
- Кабо-Верде
- Чад
- Джибути
- Габон
- Греция
- Индонезия
- Франция
- Мадагаскар
- Марокко
- Нигер
- Нигерия
- Сенегал
- Того
- Тунис
- ДРК